# Военнополева болница (филм)
„Военнополева болница“ (на английски: M*A*S*H) е американски филм от 1970 година, военна комедия на режисьора Робърт Олтмън по сценарий на Ринг Ларднър, базиран на романа „MASH: A Novel About Three Army Doctors“ (1968) от Ричард Хукър.  Главните роли се изпълняват от Доналд Съдърланд, Елиът Гулд, Том Скерит, Сали Келърман, Робърт Дювал.  На базата на филма е създаден и едноименен сериал.

## Сюжет
През 1951 г. в 4077-ма мобилна армейска хирургическа болница в Южна Корея са назначени двама нови хирурзи, „Ястребовото око“ Пиърс и „Дюк“ Форест, които пристигат в откраднат военен джип. Те са непокорни, женкарски, палави, нарушаващи правилата, но скоро се оказват отлични бойни хирурзи. Други герои, които вече са настанени в лагера, включват непохватния командващ офицер Хенри Блейк, неговия свръхкомпетентен главен чиновник Радар О'Райли, зъболекаря Уолтър „Безболезнения полюс“ Валдовски, надутия и некомпетентен хирург Франк Бърнс и съзерцателния капелан отец Мълкахи.
Главните герои в лагера се разделят на две фракции. Раздразнени от религиозния плам на Франк, Ястребовото око и Дюк карат Блейк да го премести в друга палатка, за да може новопристигналият гръден хирург Трапър Джон Макинтайър да се премести. Тримата лекари („Блатните хора“, след прякора на палатката им) не уважават много военните протокол, като са били призвани в армията и са склонни към шеги, женкарство и тежко пиянство. Франк е сдържан военен офицер, който иска всичко да се прави ефективно и според правилата, както и Маргарет Хулихан, която е назначена в 4077-ми като главна медицинска сестра. Двамата се свързват заради уважението си към законите и започват любовна афера. С помощта на Radar, хората от блатото промъкват микрофон в палатка, където двойката прави секс, и излъчват срещата си през системата за озвучаване на лагера, което ги засрамва лошо и печели на Хулихан прякора „Горещите устни“. На следващата сутрин, Ястребовото око кара Франк да го нападне, което води до отстраняването на последния от лагера за психиатрична оценка. По-късно, когато Хулихан се къпе, хората от блатата издърпват стените на палатката и разкриват голото й тяло, за да уредят облог дали е естествена блондинка. Разплакана, ядосана и смутена, Хулихан крещи на Блейк, че е оставил служителите си да се развихрят и не ги е дисциплинирал, и заплашва да напусне поста си; Блейк направо й казва, че може да подаде оставка, което разстройва Хулихан достатъчно, за да я успокои.
Пейнлес, описан като „най-добре екипирания зъболекар в армията“ и „зъболекарския Дон Жуан от Детройт“, изпада в депресия поради инцидент с импотентност и обявява намерението си да се самоубие, вярвайки, че е станал хомосексуалист. Блатните хора се съгласяват да му помогнат да извърши делото, като организират празник, който да напомня Тайната вечеря на Леонардо да Винчи, уреждат отец Мълкахи да даде безболезнено опрощение и причастие и му предоставят „черна капсула“ (всъщност сънотворно), за да ускори той на път. Ястребовото око убеждава прекрасния лейтенант "Диш" Шнайдер - който е останал верен на съпруга си и е прехвърлен обратно в Съединените щати за освобождаване - да прекара нощта с Пейнлес и да разсее тревогата му относно неговата "латентна хомосексуалност". На следващата сутрин, Безболезнено е обичайно весело, а усмихнатата Диш напуска лагера с хеликоптер, за да започне пътуването си до дома.
Хоукай и Трапър са изпратени в Япония на временно дежурство, за да оперират сина на конгресмен и, надяваме се, да поиграят голф. Когато по-късно извършват неразрешена операция на местно бебе, те са изправени пред дисциплинарни действия от командира на болницата за злоупотреба с ресурси на армията. Трапър използва анестетичен газ, за да успокои командира. Използвайки негови сценични снимки, докато се събужда в леглото с проститутка, те го изнудват да си държи устата затворена.
След завръщането си в лагера, Блейк и генерал Хамънд организират футболен мач между 4077-ма и 325-та болница за евакуация и залагат няколко хиляди долара за резултата от него. По предложение на Хоуки, Блейк кандидатства за преместване на конкретен неврохирург – д-р Оливър Хармън „Спирач“ Джоунс, бивш професионален футболист на Сан Франциско 49-ерс – да бъде преместен в 4077-ми като звънец. Hawkeye също предлага Блейк да заложи половината от парите си предварително и да не допуска Джоунс през първата половина на играта. 325-ият вкарва многократно и лесно, дори след като 4077-ият упоява един от техните звездни играчи, за да го направи неспособен. Хамънд предлага уверено високи коефициенти, срещу които Блейк залага останалите си пари. Джоунс навлиза във второто полувреме, което бързо преминава в безплатна игра, а 4077-ият изхвърля второто звънене на 325-ия от играта и печели с последна трикова игра.
Малко след футболния мач Хоукай и Дюк получават заповедите си за уволнение и започват пътуването си до вкъщи – взимайки същия откраднат джип, с който са пристигнали.

## В ролите
| Актьор            | Роля                                                        |
| ----------------- | ----------------------------------------------------------- |
| Доналд Съдърланд  | Капитан Бенджамин Франклин (Ястребовото око) Пиърс младши   |
| Елиът Гулд        | Капитан Джон Франсис Ксавиер (Трапер Джон) Макинтайър       |
| Том Скерит        | Капитан Огъст Бедфорд (Дук) Форест                          |
| Сали Келърман     | Майор Маргарет (Горещи устни) Хулихан                       |
| Робърт Дювал      | Майор Франк Бърнс                                           |
| Роджър Боуен      | Подполковник Хенри Бреймор Блейк                            |
| Рене Обержоноа    | Отец Франсис Джон Патрик (Dago Red) Мулкахи                 |
| Дейвид Аркин      | Сержант Уейд Дъглас Волмер                                  |
| Джо Ан Пфлуг      | Лейтенант Мария (Dish) Шнайдер                              |
| Джон Шук          | Капитан Валтер Костюшко (Безболезненият пол) Валдовски, DDS |
| Силвестър Сталоун | Войник, седнал на лагерна маса                              |

## Награди и номинации
Филмът печели:
- „Голямата награда“ на кинофестивала в Кан;
- „Златен глобус за най-добър филм – мюзикъл или комедия“;
- „Оскар“ за адаптиран сценарий; като е номиниран и в четири други категории.